# Sphenopteris
Sphenopteris era un género de frondas, con varias especies de plantas extintas. Incluye los helechos, pero sobre todo con semillas para la reproducción de plantas, tales como Lyginopteris. Plantas vasculares.

## Biología
Una fronda de Sphenopteris podría ser de hasta 51 centímetros comprimento.

## Ubicación
En Brasil, fósiles del género Sphenopteris  se encuentran en Morro Papaleo afloran en el municipio de Mariana Pimentel. Son de lo geoparque Paleorrota en la Formación Río Bonito y fecha de lo Sakmariense, en el Pérmico.